# Valzergues
Valzergues (okzitanisch: Valzèrgas) ist eine französische Gemeinde mit 204 Einwohnern (Stand: 1. Januar 2022) im Département Aveyron in der Region Okzitanien (vor 2016 Midi-Pyrénées). Sie gehört zum Arrondissement Villefranche-de-Rouergue und zum Kanton Lot et Montbazinois. Die Einwohner werden Valzerguois genannt. 

## Geografie
Valzergues liegt etwa 38 Kilometer westnordwestlich von Rodez. Umgeben wird Valzergues von den Nachbargemeinden Aubin im Norden und Osten, Lugan im Osten und Südosten, Montbazens im Süden und Südwesten sowie Galgan im Westen.

## Bevölkerungsentwicklung
| Jahr                       | 1962 | 1968 | 1975 | 1982 | 1990 | 1999 | 2006 | 2019 |
| Einwohner                  | 269  | 262  | 223  | 225  | 216  | 203  | 217  | 206  |
| Quellen: Cassini und INSEE |      |      |      |      |      |      |      |      |

## Sehenswürdigkeiten

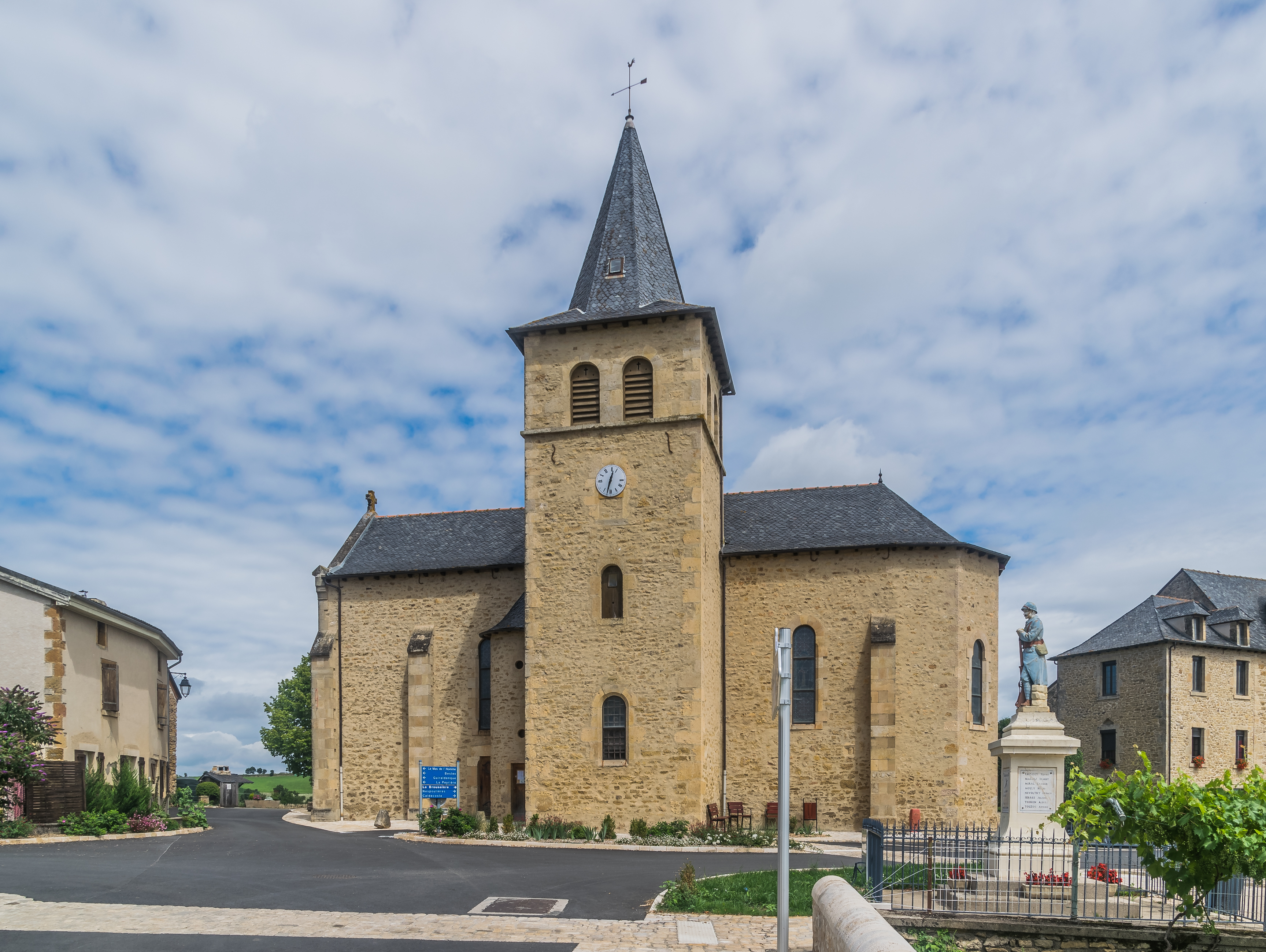
Kirche Saint-Roch

- Kirche Saint-Roch